# La Mecca

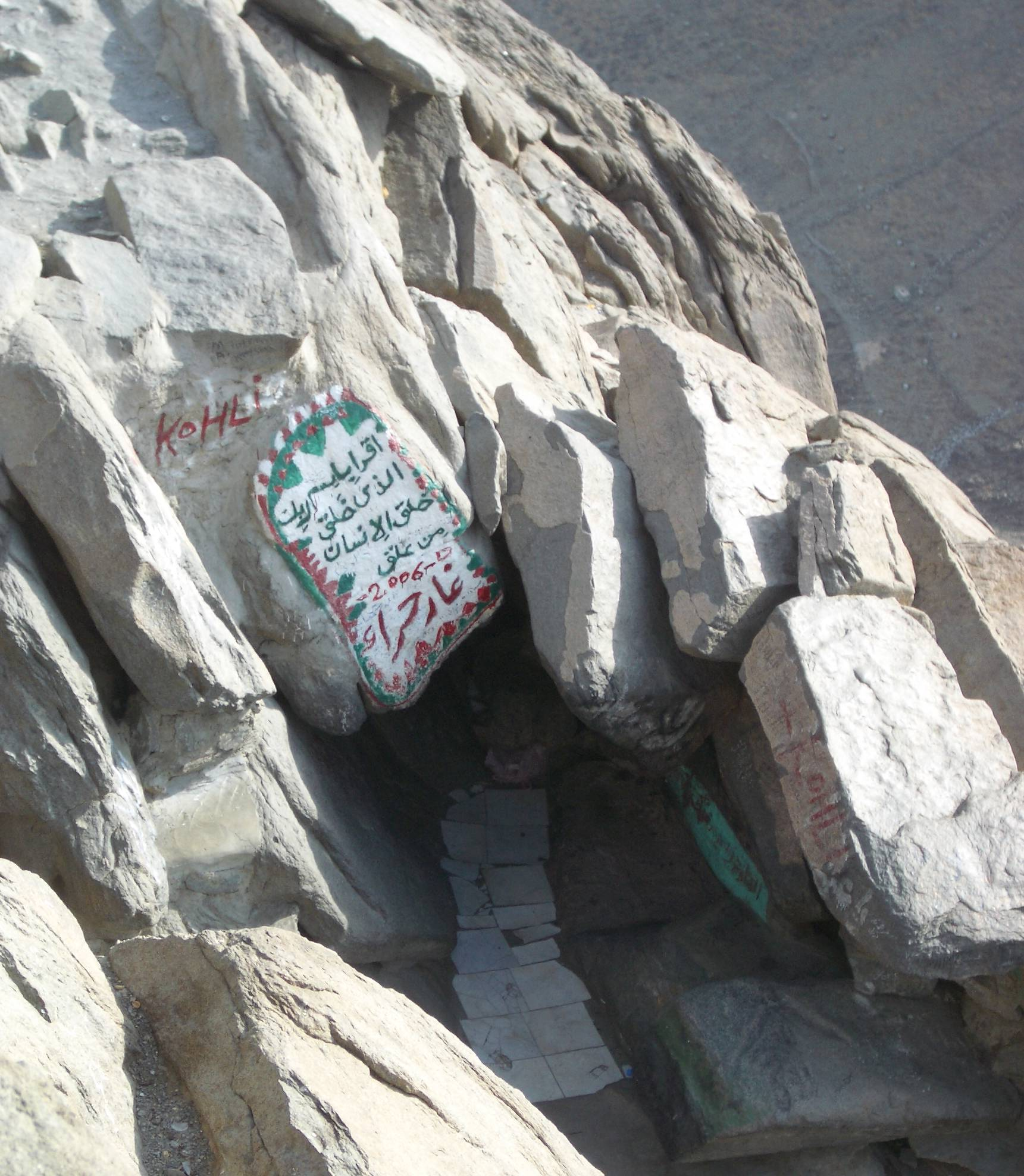
La grotta di Ḥirāʾ. Su un estemporaneo cartello qualcuno ha vergato i primi versetti coranici rivelati, che aprono quella che è ora la sūra 96.

La Mecca (AFI: /ˈmɛkka/; in arabo ﻣكة المكرّمة‎?, Makka al-mukarrama, lett. "Makka l'onorata") è una città dell'attuale Arabia Saudita occidentale, situata nella regione dell'Hegiaz. Capoluogo della provincia omonima, è per antonomasia la città santa (prima ancora di Medina e Gerusalemme) per i musulmani. È la città in cui, per la tradizione musulmana, è nato Maometto, ricordato come profeta e fondatore dell'Islam. Contiene la più grande moschea del mondo, il Masjid al-Haram. Ai non musulmani è vietato entrare in città.

## Descrizione
La Mecca si trova al centro di sette colli: Jabal Abū Siba', Jabal Safa, Jabal Marwa, Jabal Abū Milhah, Jabal Abū Ma'aya, Jabal Abū Hulaya e Jabal Abū Ghuzlan.
Di essa non si sa molto prima dell'Islam. Secondo alcuni Claudio Tolomeo la ricorderebbe col nome di Macoraba, ponendola alla latitudine di 22 gradi nord, sebbene non sia certo che si riferisse alla Mecca attuale. Il Corano la cita nella Sūra XLVIII:24. La tradizione islamica la descrive come centro di importanti scambi commerciali (mawṣim) e di raduno spirituale: la Mecca sarebbe stata dominata dalla tribù dei Banu Quraysh che l'avevano strappata ai Banū Khuzāʿa originari dello Yemen, a loro volta diventati signori del centro urbano ai danni dei B. Jurhum e dei Qatūrā. La rilevanza commerciale sarebbe dipesa dal fatto che - secondo il Corano - i Quraysh organizzavano ogni anno almeno due gigantesche carovane che univano il meridione arabo (oasi di Najrān) al settentrione siro-palestinese (centro di Gaza). Queste carovane, che avrebbero raggiunto a volte la consistenza di quasi 2.000 dromedari e un numero imprecisato di asini, percorrevano l'intera tratta lungo la cosiddetta "via del Ḥijāz" in poco più di 60 giorni e sostavano lì dove era possibile far abbeverare bestie e uomini. Una di queste soste era appunto la città della Mecca, nella spianata che ospitava il santuario preislamico della Kaʿba.
Importanza spirituale era leggermente collegabile proprio a questo edificio sacro. Inizialmente esso custodiva il simulacro della divinità tribale urbana di Hubal ma presto, per agevolare la sosta dei carovanieri e dei pellegrini, nella Kaʿba furono accolti numerosissimi altri idoli, venerati dalla maggior parte delle popolazioni arabe peninsulari, che furono distrutti nel 630 dal profeta Maometto subito dopo aver conquistato la sua città natale. Secondo la tradizione islamica il santuario avrebbe avuto fondazione abramitica, ma di questo fatto non vi è riscontro né nella tradizione ebraica, né in quella araba preislamica, che mai fa riferimento a un'origine ismaelita per la propria nazione.

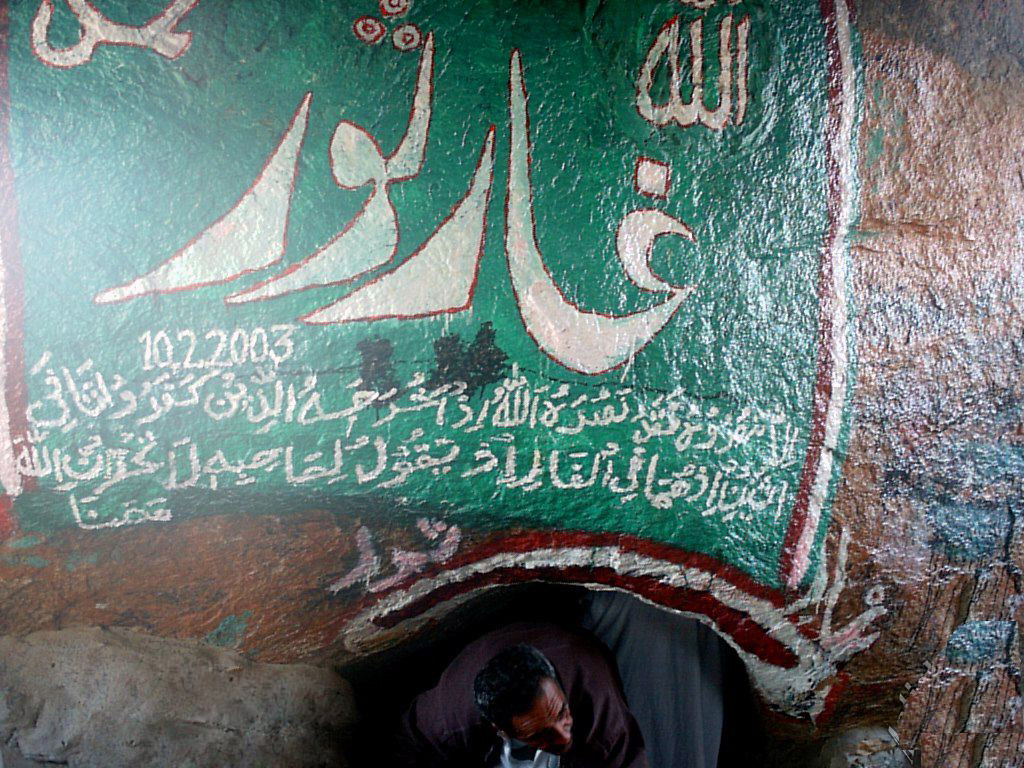
L'ingresso del Ghār Thawr, dove Maometto e Abū Bakr si nascosero nel 622, nelle prime fasi dell'Egira, per sfuggire ai loro inseguitori meccani.

Il Corano la indica col nome che avrebbe portato in epoca preislamica di Bakka, Maometto aveva circa quarant'anni quando, rifugiatosi in meditazione in una grotta del vicino monte Ḥirāʾ (detta Ghār Ḥirāʾ), avrebbe avuto la prima esperienza soprannaturale con l'apparizione dell'arcangelo Gabriele che gli avrebbe ingiunto - usando l'imperativo "iqrāʾ", ovvero "leggi!" (dal verbo arabo qaraʾa) - di proclamare il nuovo messaggio divino, riassunto nell'incipit della Sura 96 del Corano:
(Traduzione di Alessandro Bausani)
Il problema principale del collocamento della città santa coranica nella Mecca attuale è la totale assenza di evidenze archeologiche o ambientali, in aggiunta alla sostanziale assenza di una città che si vorrebbe antichissima nella letteratura preislamica. Dan Gibson ha contestato in maniera piuttosto convincente le tradizioni da un punto di vista archeologico. Diversi altri storici non musulmani, fra i quali Patricia Crone, Tom Holland o Edouard Marie Gallez hanno messo in dubbio la versione tradizionale islamica che vede la Mecca come la culla dell'Islam. Le tradizioni musulmane che descrivono in modo estremamente dettagliato la vita di Maometto alla Mecca sono infatti di molto posteriori, circa due secoli dopo la presunta data della sua morte.
La città inoltre non è nominata dalle fonti coeve, e ciò fa sorgere molti dubbi sul fatto che essa potesse in effetti essere un importante centro carovaniero e di pellegrinaggio quale è considerata nella tradizione islamica. Inoltre le descrizioni ambientali presenti nel Corano, come nella sura VI "Il bestiame", parlano di un paesaggio con bestiame e vegetazione mediterranea (ulivi, vigne, melograni) che non corrisponde affatto al clima desertico, e talmente carente d'acqua da permettere solo assai limitatamente l'allevamento di ovini, caprini, cavalli, asini e dromedari, nonché la crescita di piante mediterranee. Anche il contenuto del Corano, ricco di polemiche religiose derivate da temi e personaggi biblici, ha fatto pensare che il testo sacro dei musulmani fosse rivolto a un pubblico giudaico e cristiano in grado di cogliere i riferimenti alla tradizione biblica. Invece la posteriore, ed ormai unanime, tradizione musulmana sostiene che gli abitanti della Mecca fossero politeisti e pagani.
Secondo queste moderne ipotesi storiografiche storico-critiche, il Corano e lo sviluppo dell'islam sarebbero avvenuti altrove, più a nord, ai confini meridionali dell'Impero romano, tra la Siria e la Giordania attuali. La localizzazione della Mecca come primo luogo della rivelazione di Allah sarebbe avvenuta solo successivamente, già quando esisteva il Califfato arabo nel VII e VIII secolo, e il fine sarebbe stato quello di distinguere la nuova religione dall'ebraismo e dal cristianesimo da cui l'islam sarebbe derivato, e la sua collocazione nel lontano deserto arabico sarebbe avvenuta per preservare la purezza e l'originalità della nuova rivelazione.

## Pellegrinaggi
La Mecca è meta annuale di visite da parte di pellegrini musulmani. Secondo quanto prescritto dal Corano, tutti coloro che se lo possono permettere fisicamente ed economicamente sono tenuti a visitarla almeno una volta nella vita per il pellegrinaggio canonico detto ḥajj.
La sua sacralità comporta che in essa (e nel territorio circostante, come avviene a Medina) sia categoricamente interdetto l'ingresso a chi non è musulmano. Il primo occidentale a entrarvi clandestinamente fu l'italiano Ludovico de Varthema nel 1503. L'esploratore britannico Richard Francis Burton, travestito e autodichiarandosi un Pashtun afghano seguace del sufismo, fu il secondo non musulmano a penetrare nella città sante di Mecca e Medina, visitandone i principali luoghi sacri nel 1853.

## Nisba
La nisba portata con orgoglio dai concittadini di Maometto era al-Qurashī (il Coreiscita), ma con l'andar del tempo, una volta dispersisi i Coreisciti in tutto l'ecumene islamico, la nisba divenne la più generica "al-Makkī" (il Meccano).

## Bibliografia

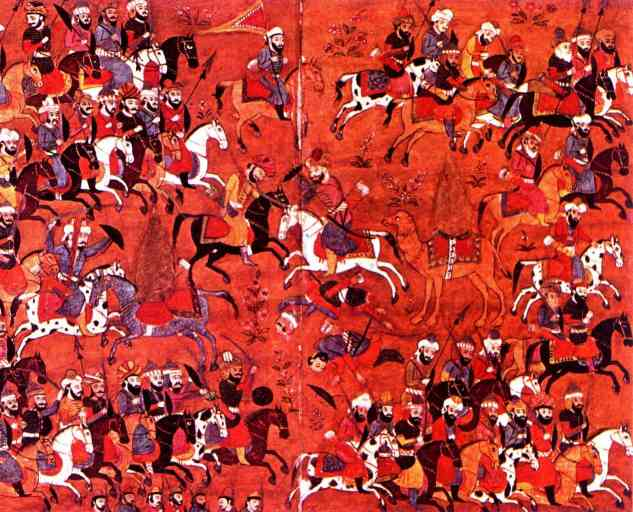
Battaglia fra musulmani e politeisti per la presa del Ḥijāz e di Mecca.